# Mother Hulda
Mother Hulda è un cortometraggio muto del 1915 diretto da Raymond B. West. La sceneggiatura si ispira a Frau Holle, fiaba dei fratelli Grimm pubblicata in Germania nel 1812. Prodotto da Thomas H. Ince per la Broncho Film Company, il film aveva come interpreti Webster Campbell, Elizabeth Burbridge, Gertrude Claire, Aggie Herring, Virginia Philley Withey, Margaret Thompson, George Fisher.

## Trama
La vedova Boden, affettuosa e protettiva con la figlia Martha, maltratta invece Mary, la figliastra, finendo per venderla, in cambio di una borsa d'oro, a un bandito che si è innamorato della ragazza. Mary, però, scompare: è stata trasportata attraverso un pozzo nel regno delle fate dove si trova sotto la protezione di Madre Hulda, una vecchia fata saggia, che ha deciso che Mary non può essere moglie altro che del Principe Azzurro. Mary e il principe si innamorano e si fidanzano. Ma la giovane desidera ardentemente ritornare dalla matrigna per farle sapere che è ancora viva. Ma quando le viene concesso di esaudire il suo desiderio, la vedova Boden, rivedendola, non è per niente felice. Trattandola con crudeltà, la consegna al bandito, mentre Martha, rivestita con gli abiti della sorellastra, si presenta al pozzo per recarsi lei nel regno fatato. Il suo inganno viene però scoperto da Madre Hulda, che giunge giusto in tempo per evitare la cerimonia di nozze tra Martha e il principe. Lui poi corre in aiuto di Mary che lo sta chiamando tramite un medaglione che lui le aveva donato. Il Principe Azzurro, trasformati gli alberi in soldati, sconfigge i banditi e Madre Hulda finisce le cose trasformando la vedova e la figlia in pietra. Il Principe Azzurro e Mary tornano nel paese delle fate dove regneranno felici per sempre.

## Produzione
Il film fu prodotto dalla Broncho Film Company.

## Distribuzione
Distribuito dalla Mutual, il film – un cortometraggio in due bobine – uscì nelle sale statunitensi il 13 gennaio 1915.